# パッセラーノ・マルモリート
パッセラーノ・マルモリート（伊: Passerano Marmorito）は、イタリア共和国ピエモンテ州アスティ県にある基礎自治体（コムーネ）。

## 地理

### 位置・広がり

#### 隣接コムーネ
隣接するコムーネは以下の通り。
- アルブニャーノ
- アラメンゴ
- カプリーリオ
- カステルヌオーヴォ・ドン・ボスコ
- チェッレート・ダスティ
- コッコナート
- ピーノ・ダスティ
- ピオヴァ・マッサーイア

#### 地震分類
イタリアの地震リスク階級 (it) では、4 に分類される
。

## 行政

### 分離集落
パッセラーノ・マルモリートには、以下の分離集落（フラツィオーネ）がある。
- Primeglio, Schierano, Marmorito, Rocco, Boscorotondo

## 姉妹都市
- Beauvoisin、フランス 2011年